# Back to Back
Back to Back är ett studioalbum från den belgiska sångerskan Belle Perez och den franska musikgruppen Gipsy Kings. Albumet gavs ut 24 juni 2011. Det innehåller två CD-skivor som båda två innehåller tjugo låtar vardera. Alla låtar på den första skivan framförs av Belle Perez medan alla låtar på den andra skivan framförs av Gipsy Kings.
Albumet debuterade på plats 21 på den belgiska albumlistan den 9 juli 2011 och nådde plats 7 den femte veckan, den 6 augusti. Det låg totalt elva 11 veckor på listan.
Detta var Belle Perez sjunde studioalbum och tolfte album totalt efter hennes senaste livealbum Diez: Live - Acoustic från 2009.

## Låtlista

### CD 1
1. El mundo bailando – 2:55
2. Que viva la vida (Chiquitan) – 2:59
3. Enamorada – 2:58
4. Hijo de la luna – 4:17 (med Voice Male)
5. Light of My Life – 3:56
6. Dime – 3:35
7. Loca de amor – 3:44
8. Ave María – 4:27
9. Amame – 3:45
10. Alegría (Live) – 5:18
11. Sobreviviré – 4:46
12. Djolei djolei – 3:23
13. Gotitas de amor – 3:07
14. Bailaremos – 3:26
15. Gloria Estefa Medley – 9:43
16. El ritmo caliente – 3:14
17. Amor latino – 3:08
18. Dime que tú quieres – 4:13
19. La colegiala – 2:45
20. Shake It Out – 2:55

Alla spår på CD-1 framförs av Belle Perez.

### CD 2
1. Bamboléo – 3:24
2. Volare (Nel blu dipinto di blu) – 3:39
3. Baila me – 3:44
4. Solo por tí (Amiwawa) – 4:00
5. Vamos a bailar – 4:55
6. A mi manera (My Way) – 3:52
7. Tu quieres volver – 3:13
8. Djobi djoba – 3:25
9. Bem, Bem, Maria – 3:04
10. Soy – 3:11
11. Moorea – 3:59
12. Sin ella – 4:35
13. Como ayer – 3:24
14. La quiero – 3:44
15. Oh éh oh éh – 3:19
16. Pida me la – 3:10
17. Petite noya – 3:34
18. Como siento yo – 3:19
19. Un amor – 3:38
20. Mi vida – 3:52

Alla spår på CD-2 framförs av Gipsy Kings.

## Listplaceringar
| Lista (2011) | Topplacering |
| ------------ | ------------ |
| Belgien      | 7            |